# الگا کاپری
اُلگا کاپری (ایتالیایی: Olga Capri؛ ‏ ۱۸ مهٔ ۱۸۸۳ – ۱۸ دسامبر ۱۹۶۱) بازیگر اهل ایتالیا بود.
از فیلم‌هایی که وی در آن نقش داشته‌است، می‌توان به فولاد، ترانه عشق، نامزدشده، پالیو، سه آرزو، فانی و رستاخیز اشاره کرد.